# Partido Comunista de Nepal
El Partido Comunista de Nepal (en nepalés: नेपाल कम्युनिष्ट पार्टी; translit: Nēpāla Kamyuniṣṭa Pārṭī) abreviado comúnmente en inglés como CNP (नेकपा; Nēkapā o NKP) y registrado legalmente como Partido Comunista de Nepal (CNP) fue un partido político nepalés. Fue el partido gobernante de la República Federal Democrática de Nepal y el partido comunista más grande del sur de Asia y el tercero más grande del continente asiático. Fue fundado el 17 de mayo de 2018 por la fusión de las dos facciones mayoritarias del entonces dividido partido comunista: el PCN (Marxista-Leninista Unificado) y el CNP (Maoísta), luego de que se completara la fusión por medio del Comité de Coordinación de Unificación del Partido, tras más de ocho meses de planificación. Ambas facciones comunistas se disoliveron para dar paso al nuevo partido.
Ideológicamente, el CNP afirma ser un partido comunista tradicional con una estructura partidaria basada en el centralismo democrático y apoya políticas económicas de corte socialista. Sin embargo, defiende también la permanencia de una democracia liberal multipartidista dentro del marco de una forma de gobierno republicana, parlamentaria y federal como el mejor sistema político para Nepal. Debido a que su fundación surge de la fusión de dos partidos contrapuestos, el CNP tiene numerosas facciones que defienden diversas ramas de la ideología comunista, desde el marxismo-leninismo hasta el maoísmo y el socialismo de mercado similar al sistema chino. Por lo general sostiene posturas socialmente liberales y se declara a sí mismo como un partido de carácter laico.
En base al resultado de las elecciones parlamentarias de 2017, en las que las dos facciones comunistas se presentaron divididas, el nuevo CNP cuenta con una mayoría absoluta en la Cámara de Representantes, cámara baja del Parlamento Federal, con 174 de los 275 escaños. Controla cuatro quintos de la Asamblea Nacional, la cámara alta, con 50 de los 59 escaños. A nivel federal y local, es el partido más grande de las siete asambleas provinciales del país, ejerce el gobierno de seis de ellas (Koshi, Bagmati, Gandaki, Lumbini, Karnali, Sudurpashchim) y actúa como el principal partido de la oposición en la provincia de Madhesh.
El CNP mantiene el símbolo del sol utilizado por el Partido Comunista de Nepal (Marxista-Leninista Unificado) antes de su disolución. Los presidentes del partido son Khadga Prasad Oli, primer ministro de Nepal, y el ex primer ministro Pushpa Kamal Dahal.

## Antecedentes
El primer Partido Comunista de Nepal se fundó el 22 de abril de 1949 y jugó un papel destacado en la revolución que derrocó al régimen autocrático de la dinastía Rana, entonces gobernante del Reino de Nepal en 1951. Sin embargo, el partido fue prohibido el 24 de enero de 1952, no siendo legalizado hasta abril de 1956, durante el primer gobierno democrático del país. A raíz de un golpe de Estado por parte de la monarquía en 1960, todos los partidos políticos fueron prohibidos y se inició un período de represión abierta contra el PCN. Durante la represión, las diferencias entre la dirigencia comunista llevaron a que el partido original se dividiera en múltiples facciones: el una facción dirigida por Tulsi Lal Amatya y otra encabezada por Keshar Jung Rayamjhi. Durante las siguientes décadas, ambos partidos enfrentaron numerosas divisiones y conflictos internos, desembocando en dos partidos comunistas mayoritarios en el país: el Partido Comunista de Nepal (Marxista-Leninista Unificado) y el Partido Comunista de Nepal (Maoísta).

## Historia

### Alianza de izquierda y unificación
El 3 de octubre de 2017, los dos principales partidos comunistas, el Partido Comunista de Nepal (Marxista-Leninista Unificado) y el Partido Comunista de Nepal (Centro Maoísta), junto con el Partido Naya Shakti, anunciaron una coalición para las próximas elecciones legislativas y provinciales. Los tres partidos también anunciaron planes para la unificación después de la elección con la formación de un Comité de Coordinación de Unificación. El 14 de octubre de 2017, el Partido Naya Shakti se separó de la alianza citando diferencias con los dos partidos. La alianza entre los dos partidos obtuvo mayoría en la Cámara de Representantes y en seis de las siete asambleas provinciales. Después de las elecciones, se decidió que el PCN (Marxista-Leninista Unificado) obtendría ministros principales en la Provincia N ° 1, Provincia N° 3, Provincia N° 4 y Provincia N° 5, y el PCN (Centro Maoísta) obtendría ministros principales en la Provincia N° 6 y la Provincia N° 7. El partido también obtuvo una mayoría de dos tercios en la Asamblea Nacional. Tras la formación del Parlamento Federal de Nepal, el líder del partido parlamentario del Partido Comunista de Nepal (Marxista-Leninista Unificado), Khadga Prasad Oli prestó juramento como Primer Ministro el 15 de febrero de 2018. La fusión de los dos partidos se anunció inicialmente para el 22 de abril de 2018, coincidiendo con la formación del Partido Comunista de Nepal original en 1949, pero la unificación se suspendió citando tiempo insuficiente para resolver los problemas restantes.
El PCN (Marxista-Leninista Unificado) y el PCN (Centro Maoísta) disolvieron sus comités centrales el 17 de mayo de 2018 y el nuevo partido se formó el mismo día. Khadga Prasad Oli y Pushpa Kamal Dahal servirían como copresidentes del partido hasta que se celebrara una convención general. El partido también nombró su Comité Permanente compuesto por 26 miembros del ex UML y 19 miembros del ex Centro Maoísta el 12 de junio de 2018. Los comités provinciales del partido se finalizaron el 4 de diciembre de 2018. Los comités de distrito se finalizaron el 22 de abril de 2019, y los encargados del distrito fueron nombrados el 22 de julio de 2019.

### Conflicto interno
En una reunión de la secretaría del partido celebrada el 21 de agosto de 2019, el líder superior del partido Madhav Kumar Nepal registró una nota de disidencia con respecto a la división del trabajo en el partido y criticó a los dos copresidentes, K.P. Sharma Oli y Pushpa Kamal Dahal, por no completar antes el proceso de fusión. También criticó a Oli por no seguir la política de "Un líder, una posición" que el partido había decidido y pidió que Oli renunciara como líder del partido o como primer ministro. En una reunión de la secretaría el 21 de noviembre de 2019, el partido decidió continuar con dos líderes pero nombró a Dahal como jefe ejecutivo del partido. La reunión también decidió dejar que Oli completara su mandato completo como primer ministro en lugar del acuerdo entre los dos líderes para liderar el gobierno por turnos. El gabinete también fue reorganizado luego de las críticas al gobierno desde dentro del partido. También se formó una ruptura dentro del partido después de que algunas facciones del partido no favorecieran una subvención de la Millennium Challenge Corporation que el gobierno había acordado con el gobierno de los Estados Unidos. Un grupo de trabajo formado por el partido decidió no respaldar el acuerdo sin enmiendas.
Bam Dev Gautam fue designado vicepresidente del partido después de que el comité central del partido modificara el estatuto del partido. El copresidente del partido, Pushpa Kamal Dahal y Madhav Kumar Nepal criticaron el manejo del gobierno de Oli de la pandemia de COVID-19 y los líderes dentro del partido instaron a la alta dirección del partido a convocar una reunión de la secretaría del partido para discutir el trabajo del gobierno. En la reunión de la secretaría del partido, algunos líderes pidieron la renuncia de Oli, pero una reunión posterior decidió permitir que Oli lo hiciera después de que aceptó trabajar bajo las instrucciones del partido y dejar que Dahal desempeñara sus funciones como líder ejecutivo del partido. Un panel formado por el partido para resolver la disputa interna propuso que se realizara una convención nacional del partido en abril de 2021 para resolver cuestiones relativas a la unidad del partido y la propuesta fue avalada por el comité permanente del partido. Un panel formado por el partido para resolver la disputa interna propuso que se realizara una convención nacional del partido en abril de 2021 para resolver cuestiones relativas a la unidad del partido y la propuesta fue avalada por el comité permanente del partido.
El 14 de noviembre de 2020, el copresidente Pushpa Kamal Dahal presentó un documento político en una reunión de la secretaría del partido que acusó a K.P. Sharma Oli de no seguir las instrucciones del partido, liderar unilateralmente al gobierno y hacer la vista gorda ante la corrupción. En respuesta, Oli atacó a Dahal por no permitirle el gobierno, promover el faccionalismo y el nepotismo, así como por no permitir que las víctimas de la Guerra Civil nepalesa recibieran justicia.

### División vertical
El 20 de diciembre de 2020, K.P. Sharma Oli pidió al presidente Bidhya Devi Bhandari que disuelva la Cámara de Representantes y convoque nuevas elecciones. En un discurso a la nación, Oli dijo que disolvió la Cámara después de que el partido no lo dejó trabajar como primer ministro y que se estaba preparando una moción de censura en su contra desde dentro del partido.. La decisión fue recibida con críticas dentro del partido y siete ministros cercanos a la facción Dahal-Nepal en su gabinete renunciaron en protesta.
K.P. Oli convocó una reunión del comité central de los líderes del partido cercano a él y agregó 556 miembros al comité existente de 446 miembros del partido. El nuevo comité central debía organizar una convención de unidad del partido en noviembre de 2021. La reunión también destituyó a Narayan Kaji Shrestha como portavoz del partido y lo reemplazó por Pradeep Gyawali.
La facción Dahal-Nepal del partido también organizó su propia reunión del comité central con 310 miembros del comité central original y reemplazó a K.P. Oli como copresidente del partido con Madhav Kumar Nepal. La reunión también decidió protestar contra el gobierno para restaurar la Cámara de Representantes.

### Registro de la Comisión Electoral
El partido se registró en la Comisión Electoral de Nepal el 7 de junio de 2018 con el nombre de Partido Comunista de Nepal (PNC) después de que la Comisión Electoral de Nepal se negara a registrar el nuevo partido porque ya estaba registrado otro partido llamado Partido Comunista de Nepal, siendo este último un pequeño grupo dirigido por Rishi Kattel. Kattel impugnó la decisión de la Comisión Electoral en la Corte Suprema.
Como referencia al registro del NCP, el partido pasó a ser conocido coloquialmente como el doble del NCP. Tras la división entre las facciones de Oli y Dahal-Nepal, la Comisión Electoral se negó a reconocer a ninguna de las facciones como los legítimos titulares del registro del NCP. El 7 de marzo de 2021, la Corte Suprema de Nepal declaró que la asignación del nombre Partido Comunista de Nepal tras la fusión del PCN (UML) y el PCN (Centro Maoísta) y, por extensión, la fusión en sí, era nula ab initio, ya que el nombre era ya asignado al partido liderado por Kattel, y que el PNC se quedó "destituido". Tras el fallo, las dos partes predecesoras revivieron en su estado original inmediatamente antes de la fusión, aunque si las dos desearan fusionarse nuevamente con el procedimiento adecuado, se permitiría plenamente.

## Organización y estructura

#### Secretaria
Se ha creado una Secretaría de nueve miembros (también conocida como Alto Mando) del partido. Incluye:
- Presidente: Khadga Prasad Oli, Pushpa Kamal Dahal
- Secretario general: Bishnu Prasad Paudel
- Miembros: Madhav Kumar Nepal, Jhala Nath Khanal, Bamdev Gautam, Narayan Kaji Shrestha, Ishwor Pokhrel, Ram Bahadur Thapa.[71]

#### Buró Político
Se formará un politburó de 135 miembros después de la formación del comité permanente y el comité central.

#### Comité Permanente
El Comité Permanente de 45 miembros del Buró Político Central incluye 26 miembros del Partido Comunista de Nepal (Marxista-Leninista Unificado) y 19 del Partido Comunista Unificado de Nepal (Maoísta).

#### Comité Central
El comité central tiene un total de 441 miembros, incluidos 241 del Partido Comunista de Nepal (Marxista-Leninista Unificado), y 200 del Partido Comunista Unificado de Nepal (Maoísta)

## Resultados electorales

### Cámara de Representantes
|  | 45.71 % |

|  | 46.91 % |

### Asamblea Nacional
|  | 69.64 % |

|  | 84.75 % |

### Asambleas provinciales
|  | 50.71 % |

|  | 50.70 % |

|  | 28.25 % |

|  | 28.13 % |

|  | 51.69 % |

|  | 52.56 % |

|  | 49.66 % |

|  | 51.53 % |

|  | 45.99 % |

|  | 47.94 % |

|  | 55.77 % |

|  | 58.09 % |

|  | 50.46 % |

|  | 51.03 % |